# Шевцова Тетяна Вікторівна
Тетяна Вікторівна Шевцова (нар. 22 липня 1969, Козельськ, Калузька область, РРФСР, СРСР) — російська державна діячка, військова фінансистка, економістка. Заступниця Міністра оборони Російської Федерації з 4 квітня 2010 року. Дійсний державний радник Російської Федерації 1 класу, заслужений економіст Російської Федерації, кандидат економічних наук.

## Біографія
Народилася 22 липня 1969 року в Козельську Калузької області. Батько-військовослужбовець. У 1991 році закінчила Ленінградський фінансово-економічний інститут імені М. О. Вознесенського.
Із 1991 року по 2010 рік працювала в податкових органах. Пройшла шлях від податкового інспектора в Центральному районі Санкт-Петербурга до керівника Департаменту найбільших платників податків міністерства Російської Федерації з податків і зборів. Із листопада 2004 року по травень 2010 року — заступниця керівника Федеральної податкової служби (А. Е. Сердюкова). На цій посаді курирувала виконання зобов'язань зі сплати податків найбільшими платниками податків.
У 2009 році присвоєно класний чин дійсний державний радник Російської Федерації 2 класу. У травні 2010 року призначена радником Міністра оборони Російської Федерації Анатолія Сердюкова. 4 серпня 2010 року указом Президента Російської Федерації Тетяна Вікторівна Шевцова призначена заступником Міністра оборони Російської Федерації. Є однією з небагатьох заступників міністра, хто залишився на посаді при Сергію Шойгу, який очолив Міноборони Росії в 2012 році. На посаді заступника Міністра оборони Росії курирує питання організації фінансового забезпечення Збройних сил Російської Федерації. У її підпорядкуванні знаходяться департаменти фінансового забезпечення, фінансового планування, соціальних гарантій, економічного аналізу, прогнозування та фінансового моніторингу державного оборонного замовлення Міноборони Росії.
У 2011 році присвоєно вищий класний чин федерального державного службовця — Дійсний державний радник Російської Федерації 1-го класу.

## Санкції
15 березня 2022 року, на тлі вторгнення Росії в Україну, внесена до списку санкцій Великої Британії через те, що "керувала або іншим чином брала участь у розгортанні сил, задіяних у російському вторгненні в Україну".
З 6 травня 2022 року перебуває під санкціями Канади за "співучасть у виборі президента Путіна вторгнутися в мирну і суверенну країну".
З 19 жовтня 2022 року перебуває під санкціями України, як відповідальна "за дестабілізацію України і російську військову агресію".
За аналогічними підставами перебуває під санкціями Австралії та Нової Зеландії.

## Нагороди та звання

### Державні нагороди Російської Федерації
- Орден «За заслуги перед Вітчизною» IV ступеня;
- Орден Олександра Невського (2017 рік) — За заслуги по зміцненню обороноздатності країни та високі особисті показники в службовій діяльності[8]
- Орден Пошани (2007);
- Орден Дружби;
- Медаль ордена «За заслуги перед Вітчизною»[ред. | ред. код] II ступеня;
- Заслужений економіст Російської Федерації (2006)[1][2];
- Медаль «У пам'ять 300-річчя Санкт-Петербурга»;
- Державна премія Російської Федерації імені Маршала Радянського Союзу Г. К. Жукова (6 травня 2020 року) — у складі авторського колективу за цикл наукових праць та навчальних видань із питань фінансово-економічного забезпечення діяльності Збройних сил Російської Федерації[9].

### Відомчі нагороди
- Медаль «За зміцнення бойової співдружності»;
- Медаль «За участь у військовому параді в День Перемоги»;
- Медаль «За трудову доблесть»;
- Медаль «За повернення Криму»;
- Медаль «Генерал-полковник Дутов»;
- Медаль «За зміцнення державної системи захисту інформації» II ступеня;

### Регіональні нагороди
- Ювілейна медаль «65 років Калузькій області» (2009);

### Іноземні нагороди
- Нагрудний знак відмінності «За зміцнення військового співробітництва» (Білорусь, 2018)[10];

### Громадські та інші нагороди
- Почесна грамота Державної думи Федеральних Зборів Російської Федерації (2006),
- Орден Святителя Миколая Чудотворця;